# Кризиј
Кризиј (фр. Cruzille) насеље је и општина у источном делу централне Француске у региону Бургоња, у департману Саона и Лоара која припада префектури Макон.
По подацима из 2011. године у општини је живело 246 становника, а густина насељености је износила 22,14 становника/km². Општина се простире на површини од 11,11 km². Налази се на средњој надморској висини од 300 метара (максималној 476 m, а минималној 230 m).

## Демографија
| 1962. | 1968. | 1975. | 1982. | 1990. | 1999. | 2011. |
| ----- | ----- | ----- | ----- | ----- | ----- | ----- |
| 256   | 262   | 247   | 259   | 243   | 231   | 246   |

График промене броја становника у току последњих година